# Australské republikánské referendum (1999)

Znak Australského svazu

Republikánské referendum v Austrálii se konalo 6. listopadu 1999. V referendu se hlasovalo o dvou otázkách týkajících se změny australské ústavy. 

## Otázky

Výsledky referenda o změně na republiku

1. První otázka zjišťovala, zda se má stát Austrálie republikou s prezidentem voleným parlamentem dle dvoustranického volebního modelu, který byl schválen napůl voleným, napůl jmenovaným ústavním kongresem konaném v únoru 1998 v Canbeře.
2. Druhá otázka, obecně považovaná za daleko méně politicky významnou, zjišťovala, zda má Austrálie pozměnit ústavu vložením preambule.

Po několik let předtím průzkumy naznačovaly, že většina voličů by se mohla přiklonit k republice. Hlasování o republice však bylo neúspěšné z důvodu sporu mezi republikány ohledně metody volby prezidenta a opoziční republikáni následně nepodpořili kampaň.

### Výsledky
Hlava 128 Australské ústavy vyžaduje, aby pro přijetí změny ústavy byla "dvojitá většina", tzn. většina států (čtyři nebo více), zároveň s aboslutní většinou voličů. Voliči na jednotlivých teritoriích se započítávají pouze ke druhé z těchto většin.
Sečetno bylo celkem 11 785 000 hlasů, což představovalo 95,10% účast. Přibližně 100 000 hlasů (0,9%) bylo neplatných.

### Změna státního zřízení
Navrhovaný zákon: 
| „ | Souhlasíte se změnou ústavy Australského svazu na republiku, kdy by královna a generální guvernér byli nahrazeni prezidentem jmenovaným dvoutřetinovou dvoutřetinovou většinou členů australského parlamentu. | “ |

| Stát/území           | Oprávněných voličů | Odevzdaných hlasů | Pro       | Pro    | Proti     | Proti  | Neplatné hlasy |
| Stát/území           | Oprávněných voličů | Odevzdaných hlasů |           | %      |           | %      | Neplatné hlasy |
| -------------------- | ------------------ | ----------------- | --------- | ------ | --------- | ------ | -------------- |
| Nový Jižní Wales     | 4 146 653          | 3 948 714         | 1 817 380 | 46,43% | 2 096 562 | 53,57% | 34 772         |
| Victoria             | 3 164 843          | 3 016 737         | 1 489 536 | 49,84% | 1 499 138 | 50,16% | 28 063         |
| Queensland           | 2 228 377          | 2 108 694         | 784 060   | 37,44% | 1 309 992 | 62,56% | 14 642         |
| Západní Austrálie    | 1 176 311          | 1 114 326         | 458 306   | 41,48% | 646 520   | 58,52% | 9 500          |
| Jižní Austrálie      | 1 027 392          | 986 394           | 425 869   | 43,57% | 551 575   | 56,43% | 8 950          |
| Tasmánie             | 327 729            | 315 641           | 126 271   | 40,37% | 186 513   | 59,63% | 2 857          |
| Území hlavního města | 212 586            | 202 614           | 127 211   | 63,27% | 73 850    | 36,73% | 1 553          |
| Severní teritorium   | 108 149            | 91 880            | 44 391    | 48,77% | 46 637    | 51,23% | 852            |
| Celkem               | 12 392 040         | 11 785 000        | 5 273 024 | 45,13% | 6 410 787 | 54,87% | 101 189        |

V žádném ze států nezískal většinu, výsledek s celkovou menšinou 1 137 763 hlasů. Výsledek: Nepřijato.